# Prosper Bukasa
 (septembre 2021).
 Prosper Bukasa Ngoy  (né à Mbandaka le 9 septembre en 1978) est un homme politique de la République démocratique du Congo et député national, élu de la circonscription de luilu dans la province de Lomami,,,.

## Biographie
Prosper Bukasa est né à Fungurume le 9 septembre 1978, élu député national dans la circonscription électorale de luilu dans la province de Lomami, il est membre du regroupement politique ADRP.